# Žižkovo Pole
Žižkovo Pole, bis 1921 Šenfeld (deutsch Zischkafeld, bis 1921 Schönfeld) ist eine Gemeinde in Tschechien. Sie befindet sich elf Kilometer östlich von Havlíčkův Brod und gehört zum Okres Havlíčkův Brod.

## Geographie
Žižkovo Pole befindet sich südwestlich der Saarer Berge auf einer vom Borovský potok, Modlíkovský potok und Doberský potok umflossenen Hochfläche in der Böhmisch-Mährischen Höhe. Südlich des Dorfes liegt das Denkmal Žižkova mohyla.
Nachbarorte sind Macourov und Železné Horky im Norden, Havlíčkova Borová im Nordosten, Modlíkov im Osten, Hřiště im Südosten, Přibyslav und Keřkov im Süden, Stříbrné Hory im Südwesten, Svatá Anna im Westen sowie Samotín und Krátká Ves im Nordwesten.

## Geschichte
Schönfeld entstand zum Ende des 13. Jahrhunderts als Ansiedlung von Bergleuten, die im Tal des Macourovský potok und im Niederdorf nach Erzen gruben. Erstmals urkundlich erwähnt wurde der Ort im Jahre 1303. In der Zeit vor den Hussitenkriege war Schönfeld ein bedeutsamer Ort und besaß seit seiner Gründung eine Pfarrkirche.
Bei der Belagerung von Primislau durch die Hussiten starb am 11. Oktober 1424 im Lager südlich von Schönfeld deren Heerführer Jan Žižka an der Pest.
1502 erhielt Hynko Brožek von Kunstadt das Dorf per Heimfall. 1596 wurde Hertwig Zedlitz von Schönfeld Besitzer des Ortes. Nach der Schlacht am Weißen Berg wurde der Besitz der Zedlitz konfisziert und an Kardinal Franz Xaver von Dietrichstein verkauft. Während des Dreißigjährigen Krieges verödete der Ort. Der Bergbau war bereits zuvor eingegangen und die Bewohner von Schönfeld lebten von der Landwirtschaft.
1874 wurde gegen den Widerstand der österreichisch-ungarischen Behörden die Gedenkstätte Žižka-Grab errichtet. 1911 entstand eine Flachsrösterei und 1913 wurde eine genossenschaftliche Brennerei errichtet, die vorwiegend Kartoffeln verarbeitete. 1921 wurde die Gemeinde Šenfeld in Žižkovo Pole umbenannt.
1952 wurde die Flachsfabrik stillgelegt und 1967 stellte auch die Schnapsbrennerei den Betrieb ein. 1964 erfolgte die Eingemeindung von Macourov.

## Gemeindegliederung
Die Gemeinde Žižkovo Pole besteht aus den Ortsteilen Macourov (Matzerau) und Žižkovo Pole (Zischkafeld) sowie der Ansiedlung Samotín und der Ortslage Samoty.

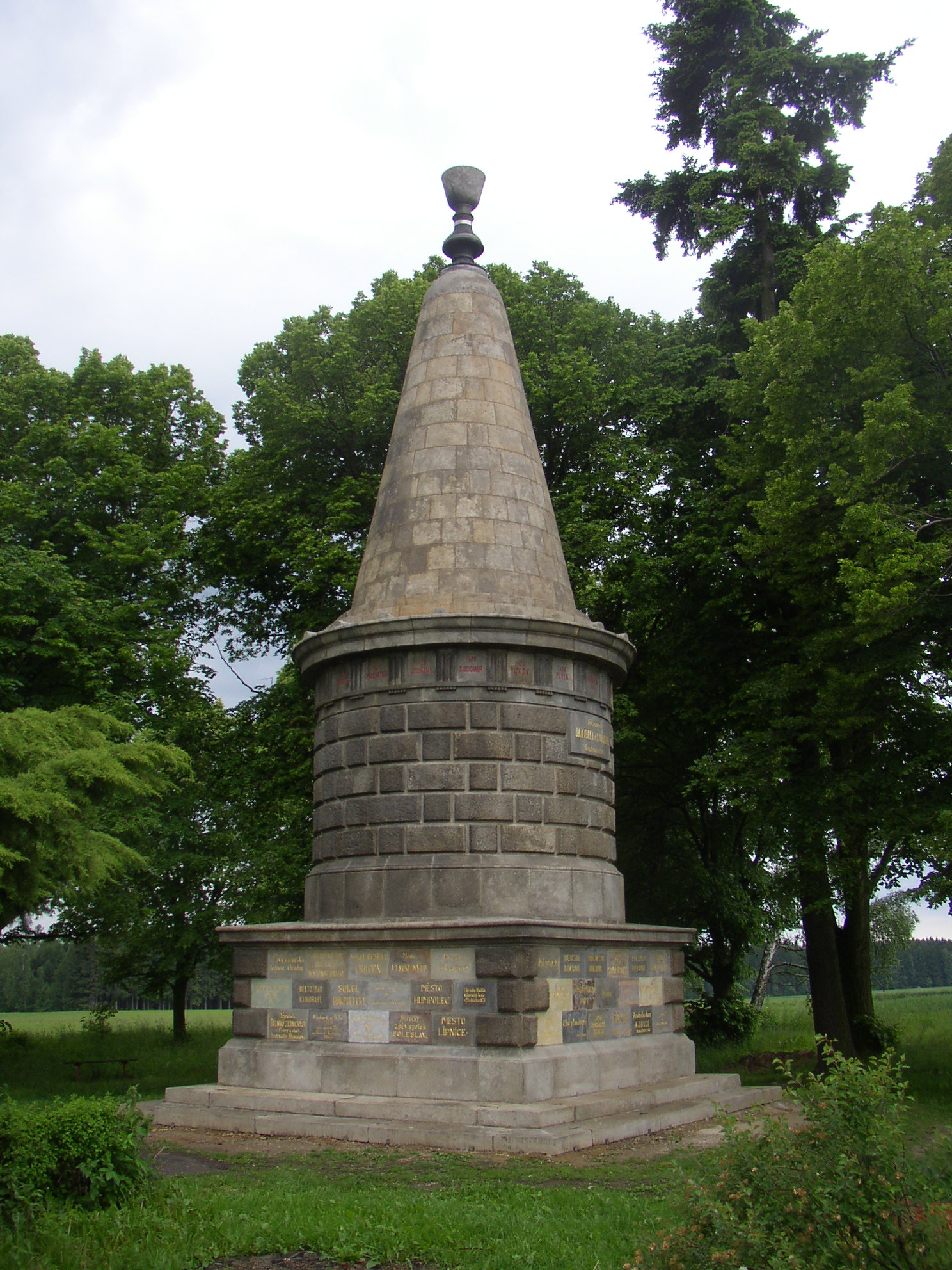
Žižkas Grabhügel

## Sehenswürdigkeiten
- Žižkova mohyla (Žižkas Grabhügel), das 10 m hohe steinerne Denkmal wurde 1874 nach Plänen von Antonín Wiehl am Sterbeort des Heerführers Jan Žižka errichtet
- Kirche des Hl. Michael
- Kapelle in Macourov
- Peklo-Stollen, der 527 m lange Stollen liegt oberhalb von Dolní Dvůr (Samoty) an der Einmündung des Macourovský potok in den Borovský potok, er wurde unter Denkmalschutz gestellt und ist nicht zugänglich, da er als Käsereifelager genutzt wird